# 중리구

중리 구의 위치

중리구(한국어: 중력구, 중국어: 中壢區, 병음: Zhōnglì Qū)는 중화민국 타오위안 시의 시할구이다. 넓이는 76.52km2이고, 인구는 2015년 8월 기준으로 387,558명이다.
1970년대의 대만 민주화 운동의 과정에서 일어난 중리 사건의 무대가 된 곳이다.

## 역사
중리는 옛날에는 미개척의 황야가 펼쳐진 토지였고 청산번(青山番)으로 불렸으며 아타얄족 및 소수의 케타갈란족, 평포족이 거주하고 있었다. 이후 대륙에서 바다를 건넌 이입자에 의해 중리의 평탄한 대지가 개간되어 원래 거주하고 있던 아타얄족은 남부의 내륙 산악부로의 이주를 피할 수 없게 되었고 평포족 사람들은 점차 한화되어 한족 이민자와 함께 협력해 개간에 종사하고 있었다.
이민은 복건, 광동 출신자가 가장 많아, 강희 말년의 진증요, 옹정 연간의 객가인인 황풍, 요평인 오우길, 뇌영형 등의 이름이 알려져 있다. 건륭 연간이 되면 객가인의 이주가 더욱 활발해져 진평인 황매생 3형제, 정건의 2형제, 영정인 호개청 및 혜래인 부선계 등이 이름 올려진다. 1765년경에는 복건 장주로부터 곽준이 이주해 최대 규모의 개발을 행하였다. 곽준은 당초 대원으로 이주했고 그 족인들을 인솔해 남쪽, 타오위안 지방으로 남하, 원주민을 몰아냄과 동시에 교통을 정비해, 오늘날 중러 발전의 주춧돌을 쌓았다. 이러한 개척민은 일대의 촌락을 간자력장(澗仔壢庄)이라고 불렀다. 마을내에 노가계(老街渓), 신가계(新街渓)가 흘러 골짜기를 형성하고 있던 것에서 력(壢)이라고 부르게 되었다. 이후 당시 대만 북부의 죽참(현재의 신주 시)과 담수(원래는 신좡 시를 가리켜으나 나중에는 타이베이시를 의미했다)의 중간에 위치했기 때문에 中자를 채용해 중력이라 부르게 되었다.
일본에 의한 통치가 시작되면서 중리는 다이호쿠 현의 관할이 되어 주레키 변무서(中壢弁務署)가 설치되었고 1909년에 도엔 청(桃園廳)으로 고쳐졌다. 전후에는 중리 진이 되었지만 1967년 2월 27일에 현할시로의 승격이 성부 위원회 제 914차 회의를 통과해 같은 해 7월 1일부터 시가 되었다.

## 교육
- 국립중앙대학
- 중위안 대학
- 위안즈 대학
- 칭윈 과기대학
- 완넝 과기대학

## 교통

### 철도
- 타이완 철로관리국 종관선
- 타이완 고속철도
- 타오위안 국제공항 첩운

### 도로
- 국도 1호선